# Agrostis emirnensis
Agrostis emirnensis är en gräsart som först beskrevs av John Gilbert Baker, och fick sitt nu gällande namn av Jean Marie Bosser. Agrostis emirnensis ingår i släktet ven, och familjen gräs.
Artens utbredningsområde är Madagaskar. Inga underarter finns listade i Catalogue of Life.